# Bevan Wilson (australijski rugbysta)
Bevan Wilson (ur. 20 września 1927 w Strathfield w Sydney, zm. 11 maja 2013) – australijski rugbysta uprawiający zarówno odmianę union, jak i league, reprezentant kraju, trener.

## Życiorys
Uczęszczał do North Sydney Technical High School, gdzie wraz z Trevorem Allanem grał w szkolnym zespole rugby. Po ukończeniu szkoły za namową ojca zaciągnął się do Australian Army, służył w latach 1946–1947 w jednostce geodezyjnej pracującej przy Snowy Mountains Hydro-Electric Scheme, grał wówczas także w armijnym zespole rugby. Po zakończeniu służby podjął w 1948 roku studia nauczycielskie w Sydney Teachers’ College, związał się również z Gordon RFC. W latach 1948–1950 rozegrał cztery spotkania w stanowych barwach, a w roku 1949 otrzymał powołanie do kadry narodowej na tournée do Nowej Zelandii, podczas którego zagrał w obu testmeczach przeciwko All Blacks, a Australijczycy po raz pierwszy zdobyli wówczas Bledisloe Cup na wyjeździe.
Po ukończeniu studiów podjął pracę zawodową, otrzymał jednak propozycję grania w angielskim klubie rugby league Workington Town, z którym związany był przez kolejne cztery lata. W 1951 roku triumfował w rozgrywkach Rugby Football League, a rok później przyczynił się do zdobycia przez klub Challenge Cup. Na poziomie reprezentacyjnym trzykrotnie wystąpił dla Other Nationalities przeciwko Francji, Anglii i Walii.
Po powrocie do Australii pracował jako nauczyciel, także jako dyrektor, kolejno w Byrock, North Balgowlah, Oatlands, Killarney Heights, Rozelle, Roseville, Marrickville, Belrose i Wiley Park, przeszedł na emeryturę w roku 1987. W latach 1966–1969 trenował pierwszy zespół Gordon RFC, dwukrotnie docierając do finału Shute Shield.
Udzielał się na rzecz społeczności lokalnej, a także pisał wiersze. Pozostawił żonę Jean; córki Christine i Margot, syn Hadyn. Drugi syn, Michael, ratownik medyczny, zginął podczas helikopterowej misji ratowniczej.